# Massimo Giacon
Massimo Giacon (Padova, 27 febbraio 1961) è un fumettista italiano. Collaboratore di alcune testate italiane di fumetto underground, fra i suoi personaggi figurano Zom-Boy per la testata Baribal e Bogie per XL, rivista di Repubblica.

## Biografia
Nel 1980, Giacon esordisce nel fumetto disegnando sul mensile Il Mago di Mondadori, proseguendo poi con Frigidaire, Tempi Supplementari, Frizzer, Linus, ALTERLINUS (Milano Libri/Rizzoli), Dolce Vita, Tic, Nova Express (Granata Press), Cyborg (Telemaco), Mondo Mongo (Phoenix), Blue (Coniglio), The Artist e Čapek. Collabora, in qualità di illustratore, a La Gola, Alfabeta, Elle, Per Lui, Glamour, Rockerilla, Rumore.
Nel 1981 fonda Trax assieme a Piermario Ciani e Vittore Baroni, che proseguì fino al 1987. Trax era un progetto aperto ad interconnessioni che coinvolse oltre 500 artisti e musicisti di diversi paesi in produzioni di dischi, cassette, audiomagazine, serigrafie, fumetti, T-shirt e performance.
Nel 1984 insegna alla scuola di fumetto Zio Feininger.
Pubblica la raccolta di storie brevi, Mecanostorie, che contengono lavori realizzati su testi di Mimì Colucci (Primo Carnera, 1985).
Tra le numerose esposizioni della sua produzione fumettistica, Nuovo Fumetto Italiano (1991) Festival Internazionale della Bande Dessineée di Sierre (1993), Treviso Comics (1997), Lucca Comics & Games (1998).
Illustra varie campagne pubblicitarie, quali Eminence, Videomusic, la vodka Absolut e disegna oggetti e tessuti per Rainbow, Memphis, Interflex, Artemide, Ritzenhoff, Octopus, Design Gallery, Fine Factory, Super Ego design e orologi per Swatch.
Dal 1985 inizia a lavorare per lo Studio di Ettore Sottsass di Milano, lavoro in parte documentato all'interno della rivista Terrazzo (1990), edita da Sottsass e Barbara Radice.
Nel 1991 e 1992, crea 6 diversi orologi per il marchio Swatch.
Nel 1995 pubblica la raccolta di storie brevi Rattletown (Granata Press).
Nel 1996 progetta la grafica della rivista Italia On Line Magazine e del web design di Italia On Line, rete informatica legata (all'epoca) a Omnitel e a Il Sole 24 Ore.
Dal 1997 insegna all'Istituto Europeo di Design di Milano.
Dal 2000 al 2009 disegna molti oggetti prodotti da Alessi: Mr. Cold, (soap dispenser), Mr. Suicide (tappo per vasca da bagno), Gionni (portachiavi), Anubis (contenitore per sali da bagno), Pig Pencil (temperamatite), Sebastiano (portapenne),"Agli ordini!"(posate per bambini) Pummaroriella (set pizza), Portable Xmas (presepe), Natalino (portacandela), Christmas cowboy e Hal Freddo (ceramiche natalizie), oltre al progetto Figure.
Nel 2007, Piccola biblioteca Oscar Mondadori pubblica il suo libro illustrato Amami su testi dello scrittore Tiziano Scarpa.
Nell'aprile del 2009 è uscito Boy Rocket, edito da Black Velvet, insieme allo sceneggiatore Mimì Colucci.
Nel 2010 partecipa alla manifestazione Sweet Sheets.
Nel 2011 a Lucca Comics & Games 2011 presenta "La quarta necessità", su sceneggiatura di Daniele Luttazzi, edizioni Rizzoli Lizard. Giacon ne realizza anche il book trailer.
Nel 2014 pubblica per Rizzoli Lizard Il mondo così com'è, su sceneggiatura di Tiziano Scarpa. Il libro riceve il premio per miglior Graphic Novel dell'anno al TBCF di Treviso. Nel 2015 riceve il premio al Comicon di Napoli dalla testata Repubblica XL come miglior graphic novel.
Ha collaborato con la Coconino Press, per la rivista Blue e per l'editore Black Velvet. Attualmente continua la sua collaborazione con l'azienda di design Alessi e l'editore Lizard/RCS e con l'attività di insegnamento per il corso di Illustrazione presso l'Istituto Europeo di Design di Milano.